# Syncollesis elegans
Syncollesis elegans är en fjärilsart som beskrevs av Louis Beethoven Prout 1912. Syncollesis elegans ingår i släktet Syncollesis och familjen mätare. Inga underarter finns listade i Catalogue of Life.